# 낙살라이트
낙살라이트(Naxalite)는 인도 공산당 (마오주의)의 준군사 조직이며, 반정부 집단이다. 인도 정부에서는 테러 집단으로 본다.
낙살라이트는 인도 서뱅골 주의 낙살바리라는 마을의 이름에서 유래하였고, 낙살라이트 봉기는 1967년 낙살바리에서 자룸 마줌다르와 카누 샨얄이 주도한 농민반란으로부터 기원하였다. 낙살라이트가 본격적으로 무장공격을 감행하기 시작한 것은 인도 공산당 (마오주의)이 산개된 낙살라이트 조직을 통합하여 인민자유게릴라군(PLGA)을 조직한 시기인 2000년대 초반이다.
인도의 600여 지구 가운데 180여개 지구가 낙살라이트의 영향을 받고 있으며, 차티스가르 주에서의 활동이 제일 활발하다.

2007년, 낙살라이트의 세력권(색이 붉을수록 세력이 강함)

## 같이 보기
- 붉은 회랑